# 江利平
江利平（1963年—），汉族，籍貫台湾台南，出生於湖北武漢，中华人民共和国政治人物、現任第十四屆全國政協常委、副秘書長（兼），台盟中央專職副主席兼秘書長、湖北省委會主委，全國台聯副會長。
1988年加入中國共產黨，2008年加入台湾民主自治同盟，2012年任湖北省台盟主委、湖北省台联会长。
2013年2月，当选第十二届全国政协委员，代表台盟。2018年1月，当选第十三届全国政协委员。2023年1月，任湖北省政协副主席。